# Vierschanzentournee 2024/25
Die 73. Vierschanzentournee 2024/25 war eine Reihe von Skisprungwettkämpfen, welche als Teil des Skisprung-Weltcups 2024/25 zwischen dem 28. Dezember 2024 und dem 6. Januar 2025 stattfanden. Die Tournee wurde von der FIS organisiert. Die Wettkämpfe fanden wie in jedem Winter auf den vier Skisprungschanzen von Oberstdorf, Garmisch-Partenkirchen, Innsbruck und Bischofshofen statt. Wie bei allen Weltcupspringen gab es auch für die Tourneeetappen Weltcuppunkte. 
Titelverteidiger war Ryōyū Kobayashi aus Japan. Tourneesieger wurde der Österreicher Daniel Tschofenig, der damit auch seinen ersten Tourneesieg feierte. Er konnte sich mit zwei Tagessiegen und zwei dritten Plätzen bei jedem Springen auf dem Podest platzieren und stellte mit 1194,4 Gesamtpunkten auch einen neuen Punkterekord auf. Die weiteren Podestplätze der Gesamtwertung gingen mit Jan Hörl und Stefan Kraft ebenfalls an Österreich.

## Vorfeld

### Gesamtweltcupstand vor der Vierschanzentournee
| Rang | Name                      | Punkte |
| ---- | ------------------------- | ------ |
| 01.  | Pius Paschke              | 715    |
| 02.  | Daniel Tschofenig         | 636    |
| 03.  | Jan Hörl                  | 631    |
| 04.  | Stefan Kraft              | 467    |
| 05.  | Gregor Deschwanden        | 464    |
| 06.  | Andreas Wellinger         | 382    |
| 07.  | Kristoffer Eriksen Sundal | 355    |
| 08.  | Maximilian Ortner         | 286    |
| 09.  | Karl Geiger               | 255    |
| 10.  | Anže Lanišek              | 226    |

### Teilnehmende Nationen und nominierte Athleten
Die Anzahl der Athleten, die die Nationen an den Start schicken dürfen, ist abhängig von den Weltcup-Ergebnissen innerhalb eines Jahres vor Tourneebeginn sowie von den Ergebnissen des Continental Cups und der Junioren-Weltmeisterschaft 2024. Zusätzlich schicken die austragenden Nationen Deutschland (in Garmisch-Partenkirchen) und Österreich (in Innsbruck und Bischofshofen) eine nationale Gruppe von jeweils vier Athleten an den Start.
Folgende Athleten wurden nominiert:
| Nation             | Plätze | Anzahl | Athleten |
| ------------------ | ------ | ------ | --- |
| Deutschland        | 6 + 4  |        | Karl Geiger, Felix Hoffmann (außer in Oberstdorf), Stephan Leyhe (nur in Oberstdorf und Garmisch-Partenkirchen), Pius Paschke, Philipp Raimund, Adrian Tittel, Andreas Wellinger Nationale Gruppe (Garmisch-Partenkirchen): Markus Eisenbichler, Luca Roth, Constantin Schmid |
| Österreich         | 7 + 4  |        | Stephan Embacher, Michael Hayböck, Jan Hörl, Stefan Kraft, Markus Müller, Maximilian Ortner, Daniel Tschofenig Nationale Gruppe (ab Innsbruck): Manuel Fettner, Clemens Aigner, Jonas Schuster, Hannes Landerer                                                               |
| Bulgarien          | 3      |        | Wladimir Sografski |
| Estland            | 3      |        | Artti Aigro, Kaimar Vagul (nur in Oberstdorf und Garmisch-Partenkirchen) |
| Finnland           | 4      |        | Antti Aalto, Niko Kytösaho, Kasperi Valto (nur in Oberstdorf und Garmisch-Partenkirchen) |
| Frankreich         | 3      |        | Jules Chervet (nur in Garmisch-Partenkirchen), Valentin Foubert |
| Italien            | 4      |        | Francesco Cecon, Alex Insam |
| Japan              | 6      |        | Ryōyū Kobayashi, Sakutarō Kobayashi, Tomofumi Naitō, Naoki Nakamura, Ren Nikaidō, Keiichi Satō |
| Kasachstan         | 2      |        | Ilja Misernych, Danil Wassiljew |
| Norwegen           | 6      |        | Johann André Forfang, Halvor Egner Granerud, Marius Lindvik, Benjamin Østvold, Kristoffer Eriksen Sundal, Fredrik Villumstad |
| Polen              | 5      |        | Dawid Kubacki, Paweł Wąsek, Jakub Wolny, Aleksander Zniszczoł, Piotr Żyła |
| Rumänien           | 2      |        | Daniel Cacina, Mihnea Spulber (beide nur in Oberstdorf und Garmisch-Partenkirchen) |
| Schweiz            | 4      |        | Simon Ammann (nur in Oberstdorf), Gregor Deschwanden, Killian Peier, Felix Trunz |
| Slowenien          | 5      |        | Žiga Jelar, Lovro Kos, Anže Lanišek, Domen Prevc, Timi Zajc |
| Südkorea           | 2      |        | Choi Heung-chul |
| Tschechien         | 3      |        | Roman Koudelka |
| Türkei             | 2      |        | Muhammed Ali Bedir, Fatih Arda İpcioğlu |
| Ukraine            | 3      |        | Witalij Kalinitschenko, Jewhen Marussjak |
| Vereinigte Staaten | 5      |        | Kevin Bickner, Decker Dean (ab Garmisch-Partenkirchen), Tate Frantz, Casey Larson, Andrew Urlaub |

## Austragungsorte

### Oberstdorf
Orlen Arena Oberstdorf Allgäu (Große Schattenbergschanze, HS 137)
- Qualifikation: 28. Dezember 2024
- Wettkampf: 29. Dezember 2024

| Rang | Name                      | Punkte | Weite 1 | Weite 2 |
| ---- | ------------------------- | ------ | ------- | ------- |
| 01   | Stefan Kraft              | 335,1  | 138,0   | 135,5   |
| 02   | Jan Hörl                  | 331,6  | 134,5   | 135,0   |
| 03   | Daniel Tschofenig         | 323,6  | 131,0   | 140,5   |
| 04   | Pius Paschke              | 321,3  | 138,0   | 133,5   |
| 05   | Johann Andre Forfang      | 318,9  | 140,0   | 136,0   |
| 06   | Gregor Deschwanden        | 318,6  | 140,0   | 136,5   |
| 07   | Kristoffer Eriksen Sundal | 302,9  | 134,0   | 135,5   |
| 08   | Karl Geiger               | 300,0  | 135,0   | 137,0   |
| 08   | Michael Hayböck           | 300,0  | 134,5   | 129,5   |
| 10   | Paweł Wąsek               | 297,8  | 137,0   | 130,0   |
| 11   | Maximilian Ortner         | 293,3  | 126,5   | 126,5   |
| 12   | Killian Peier             | 292,9  | 131,5   | 132,5   |
| 13   | Benjamin Østvold          | 291,7  | 131,5   | 131,0   |
| 14   | Markus Müller             | 291,1  | 137,5   | 126,5   |
| 15   | Anže Lanišek              | 291,0  | 133,5   | 131,0   |

| Rang | Name                  | Punkte | Weite 1 | Weite 2 |
| ---- | --------------------- | ------ | ------- | ------- |
| 16   | Halvor Egner Granerud | 290,7  | 136,0   | 127,0   |
| 17   | Naoki Nakamura        | 290,3  | 126,0   | 140,5   |
| 18   | Ryōyū Kobayashi       | 286,8  | 127,0   | 133,5   |
| 19   | Tate Frantz           | 286,7  | 131,0   | 127,5   |
| 20   | Andreas Wellinger     | 286,2  | 129,0   | 132,5   |
| 21   | Artti Aigro           | 285,3  | 130,0   | 130,0   |
| 22   | Kevin Bickner         | 282,6  | 134,0   | 126,0   |
| 23   | Ren Nikaidō           | 280,3  | 125,0   | 142,0   |
| 24   | Fredrik Villumstad    | 278,5  | 132,0   | 131,0   |
| 25   | Timi Zajc             | 274,8  | 133,0   | 123,5   |
| 26   | Marius Lindvik        | 272,0  | 127,0   | 129,0   |
| 27   | Wladimir Sografski    | 269,1  | 123,0   | 133,0   |
| 28   | Valentin Foubert      | 264,9  | 125,5   | 128,0   |
| 29   | Lovro Kos             | 261,5  | 126,0   | 129,0   |
| 30   | Jakub Wolny           | 252,4  | 121,0   | 129,0   |

### Garmisch-Partenkirchen
Große Olympiaschanze (HS 142)
- Qualifikation: 31. Dezember 2024
- Wettkampf: 1. Januar 2025

| Rang | Name                      | Punkte | Weite 1 | Weite 2 |
| ---- | ------------------------- | ------ | ------- | ------- |
| 01   | Daniel Tschofenig         | 298,9  | 141,5   | 143,0   |
| 02   | Gregor Deschwanden        | 290,3  | 138,0   | 140,5   |
| 03   | Michael Hayböck           | 289,0  | 145,0   | 137,5   |
| 04   | Anže Lanišek              | 288,3  | 139,5   | 140,5   |
| 05   | Jan Hörl                  | 283,0  | 134,0   | 142,5   |
| 06   | Karl Geiger               | 282,7  | 137,0   | 138,5   |
| 07   | Johann Andre Forfang      | 281,1  | 136,5   | 137,5   |
| 08   | Stefan Kraft              | 278,7  | 131,5   | 140,5   |
| 09   | Pius Paschke              | 275,9  | 129,0   | 143,5   |
| 10   | Andreas Wellinger         | 274,0  | 126,5   | 134,0   |
| 11   | Kristoffer Eriksen Sundal | 269,9  | 129,5   | 135,5   |
| 12   | Naoki Nakamura            | 269,5  | 129,5   | 131,5   |
| 13   | Ren Nikaido               | 268,8  | 134,8   | 134,0   |
| 14   | Halvor Egner Granerud     | 267,1  | 133,0   | 135,0   |
| 15   | Tate Frantz               | 266,7  | 131,0   | 132,5   |

| Rang | Name               | Punkte | Weite 1 | Weite 2 |
| ---- | ------------------ | ------ | ------- | ------- |
| 16   | Paweł Wąsek        | 263,6  | 127,0   | 132,5   |
| 17   | Maximilian Ortner  | 262,9  | 133,0   | 131,5   |
| 18   | Benjamin Østvold   | 257,4  | 133,0   | 133,0   |
| 19   | Philipp Raimund    | 255,3  | 129,5   | 131,0   |
| 20   | Marius Lindvik     | 254,0  | 128,5   | 137,0   |
| 21   | Valentin Foubert   | 252,0  | 131,0   | 132,5   |
| 22   | Fredrik Villumstad | 251,6  | 127,0   | 135,0   |
| 23   | Artti Aigro        | 247,4  | 129,5   | 132,0   |
| 24   | Domen Prevc        | 247,1  | 133,0   | 123,5   |
| 25   | Felix Hoffmann     | 245,6  | 124,0   | 132,5   |
| 26   | Wladimir Sografski | 242,2  | 128,5   | 129,0   |
| 27   | Žiga Jelar         | 233,3  | 133,0   | 117,5   |
| 28   | Ryoyu Kobayashi    | 233,2  | 125,0   | 126,5   |
| 29   | Piotr Żyła         | 227,6  | 120,0   | 128,5   |
| 30   | Killian Peier      | 223,2  | 117,0   | 130,0   |

Tournee-Zwischenstand
Unter Berücksichtigung der Ergebnisse von Oberstdorf und Garmisch-Partenkirchen ergibt sich folgender Zwischenstand in der Tournee-Gesamtwertung (aufgeführt sind die zehn besten Springer):
| Rang | Name                      | Punkte |
| ---- | ------------------------- | ------ |
| 01   | Daniel Tschofenig         | 622,5  |
| 02   | Jan Hörl                  | 614,6  |
| 03   | Stefan Kraft              | 613,8  |
| 04   | Gregor Deschwanden        | 608,9  |
| 05   | Johann André Forfang      | 600,0  |
| 06   | Pius Paschke              | 597,2  |
| 07   | Michael Hayböck           | 589,0  |
| 08   | Karl Geiger               | 582,7  |
| 09   | Anže Lanišek              | 579,3  |
| 10   | Kristoffer Eriksen Sundal | 572,8  |

### Innsbruck
Bergiselschanze (HS 128)
- Qualifikation: 3. Januar 2025
- Wettkampf: 4. Januar 2025

| Rang | Name                      | Punkte | Weite 1 | Weite 2 |
| ---- | ------------------------- | ------ | ------- | ------- |
| 01   | Stefan Kraft              | 273,3  | 131,5   | 132,5   |
| 02   | Jan Hörl                  | 271,9  | 134,0   | 132,0   |
| 03   | Daniel Tschofenig         | 263,3  | 132,5   | 127,5   |
| 04   | Gregor Deschwanden        | 254,4  | 126,0   | 129,0   |
| 05   | Paweł Wąsek               | 253,8  | 129,0   | 129,5   |
| 06   | Johann André Forfang      | 252,5  | 130,5   | 122,0   |
| 07   | Maximilian Ortner         | 251,1  | 128,5   | 125,5   |
| 08   | Pius Paschke              | 250,3  | 128,5   | 123,5   |
| 09   | Domen Prevc               | 245,8  | 129,0   | 123,5   |
| 10   | Anže Lanišek              | 244,6  | 127,5   | 125,0   |
| 11   | Markus Müller             | 242,8  | 130,0   | 129,0   |
| 12   | Michael Hayböck           | 242,7  | 125,5   | 131,0   |
| 13   | Andreas Wellinger         | 241,1  | 127,0   | 124,5   |
| 14   | Kristoffer Eriksen Sundal | 239,4  | 128,5   | 123,0   |
| 15   | Philipp Raimund           | 239,3  | 124,0   | 128,5   |

| Rang | Name               | Punkte | Weite 1 | Weite 2 |
| ---- | ------------------ | ------ | ------- | ------- |
| 16   | Manuel Fettner     | 238,7  | 125,0   | 128,5   |
| 17   | Timi Zajc          | 237,2  | 131,0   | 119,0   |
| 18   | Fredrik Villumstad | 235,2  | 124,5   | 126,5   |
| 19   | Benjamin Østvold   | 235,0  | 126,5   | 124,0   |
| 20   | Ryōyū Kobayashi    | 233,1  | 127,0   | 120,5   |
| 21   | Naoki Nakamura     | 232,9  | 125,5   | 122,5   |
| 22   | Kevin Bickner      | 228,4  | 125,5   | 121,5   |
| 23   | Tate Frantz        | 228,2  | 125,5   | 122,5   |
| 24   | Jakub Wolny        | 223,8  | 120,5   | 126,5   |
| 25   | Niko Kytösaho      | 222,0  | 125,0   | 118,0   |
| 26   | Dawid Kubacki      | 220,0  | 121,5   | 122,5   |
| 27   | Marius Lindvik     | 219,9  | 123,5   | 119,5   |
| 28   | Roman Koudelka     | 215,4  | 117,5   | 124,5   |
| 29   | Sakutarō Kobayashi | 215,0  | 125,0   | 117,5   |
| 30   | Clemens Aigner     | 211,3  | 119,0   | 120,0   |

Tournee-Zwischenstand
Unter Berücksichtigung der Ergebnisse der ersten drei Stationen ergibt sich folgender Zwischenstand in der Tournee-Gesamtwertung (aufgeführt sind die zehn besten Springer):
| Rang | Name                      | Punkte |
| ---- | ------------------------- | ------ |
| 01   | Stefan Kraft              | 887,1  |
| 02   | Jan Hörl                  | 886,5  |
| 03   | Daniel Tschofenig         | 885,8  |
| 04   | Gregor Deschwanden        | 863,3  |
| 05   | Johann André Forfang      | 852,5  |
| 06   | Pius Paschke              | 847,5  |
| 07   | Michael Hayböck           | 831,7  |
| 08   | Anže Lanišek              | 823,9  |
| 09   | Paweł Wąsek               | 815,2  |
| 10   | Kristoffer Eriksen Sundal | 812,2  |

### Bischofshofen
Paul-Außerleitner-Schanze (HS 142)
- Qualifikation: 5. Januar 2025
- Wettkampf: 6. Januar 2025

| Rang | Name                 | Punkte | Weite 1 | Weite 2 |
| ---- | -------------------- | ------ | ------- | ------- |
| 01   | Daniel Tschofenig    | 308,6  | 136,0   | 140,5   |
| 02   | Jan Hörl             | 306,5  | 140,5   | 143,0   |
| 03   | Stefan Kraft         | 303,2  | 136,0   | 137,5   |
| 04   | Johann André Forfang | 301,7  | 139,5   | 139,5   |
| 05   | Maximilian Ortner    | 300,0  | 134,0   | 137,5   |
| 06   | Benjamin Østvold     | 298,2  | 137,5   | 139,0   |
| 07   | Michael Hayböck      | 296,9  | 138,0   | 140,0   |
| 08   | Paweł Wąsek          | 294,1  | 137,5   | 139,0   |
| 09   | Andreas Wellinger    | 290,9  | 133,0   | 135,5   |
| 10   | Ren Nikaidō          | 289,9  | 135,5   | 136,5   |
| 11   | Gregor Deschwanden   | 288,6  | 133,5   | 138,0   |
| 12   | Pius Paschke         | 286,5  | 133,0   | 133,5   |
| 13   | Tate Frantz          | 282,6  | 137,0   | 130,5   |
| 14   | Kevin Bickner        | 281,2  | 135,0   | 137,0   |
| 15   | Philipp Raimund      | 280,9  | 128,0   | 131,0   |

| Rang | Name                      | Punkte | Weite 1 | Weite 2 |
| ---- | ------------------------- | ------ | ------- | ------- |
| 16   | Kristoffer Eriksen Sundal | 278,8  | 128,5   | 129,5   |
| 17   | Markus Müller             | 276,2  | 132,0   | 133,0   |
| 18   | Anže Lanišek              | 275,1  | 128,0   | 128,5   |
| 19   | Domen Prevc               | 274,2  | 138,5   | 126,5   |
| 20   | Manuel Fettner            | 272,6  | 128,5   | 137,0   |
| 21   | Halvor Egner Granerud     | 271,5  | 134,5   | 124,5   |
| 22   | Stephan Embacher          | 271,1  | 128,5   | 132,5   |
| 23   | Karl Geiger               | 270,9  | 126,0   | 134,5   |
| 24   | Ryōyū Kobayashi           | 270,4  | 134,0   | 126,0   |
| 25   | Killian Peier             | 267,0  | 120,5   | 136,0   |
| 26   | Timi Zajc                 | 266,5  | 136,5   | 127,0   |
| 27   | Wladimir Sografski        | 262,2  | 125,5   | 130,5   |
| 28   | Dawid Kubacki             | 261,6  | 128,5   | 124,5   |
| 29   | Aleksander Zniszczoł      | 258,3  | 127,5   | 134,5   |
| 30   | Marius Lindvik            | 233,2  | 125,5   | 116,5   |

## Tournee-Endstand

### Gesamtwertung der 73. Vierschanzentournee
Nach allen vier Springen werden die Punkte der Skispringer aus allen acht Wertungsdurchgängen addiert. Der Springer mit der höchsten Punktzahl wird der Gesamtsieger der Tournee.
| Rang | Name                      | Punkte |
| ---- | ------------------------- | ------ |
| 01.  | Daniel Tschofenig         | 1194,4 |
| 02.  | Jan Hörl                  | 1193,0 |
| 03.  | Stefan Kraft              | 1190,3 |
| 04.  | Johann André Forfang      | 1154,2 |
| 05.  | Gregor Deschwanden        | 1151,9 |
| 06.  | Pius Paschke              | 1134,0 |
| 07.  | Michael Hayböck           | 1128,6 |
| 08.  | Paweł Wąsek               | 1109,3 |
| 09.  | Maximilian Ortner         | 1107,3 |
| 10.  | Anže Lanišek              | 1099,0 |
| 11.  | Andreas Wellinger         | 1092,2 |
| 12.  | Kristoffer Eriksen Sundal | 1091,0 |
| 13.  | Benjamin Østvold          | 1082,3 |
| 14.  | Tate Frantz               | 1064,2 |
| 15.  | Ryōyū Kobayashi           | 1023,5 |
| 16.  | Marius Lindvik            | 979,1  |
| 17.  | Karl Geiger               | 963,7  |
| 18.  | Halvor Egner Granerud     | 941,6  |
| 19.  | Naoki Nakamura            | 926,9  |
| 20.  | Markus Müller             | 922,8  |
| 21.  | Domen Prevc               | 901,2  |
| 22.  | Philipp Raimund           | 899,4  |
| 23.  | Fredrik Villumstad        | 896,0  |
| 24.  | Killian Peier             | 885,0  |
| 25.  | Timi Zajc                 | 878,4  |
| 26.  | Wladimir Sografski        | 872,4  |
| 27.  | Ren Nikaidō               | 839,0  |
| 28.  | Kevin Bickner             | 792,2  |
| 29.  | Valentin Foubert          | 747,1  |
| 30.  | Artti Aigro               | 657,3  |
| 31.  | Stephan Embacher          | 623,0  |

| Rang | Name                   | Punkte |
| ---- | ---------------------- | ------ |
| 32.  | Dawid Kubacki          | 588,0  |
| 33.  | Jakub Wolny            | 579,8  |
| 34.  | Sakutarō Kobayashi     | 577,6  |
| 35.  | Lovro Kos              | 557,7  |
| 36.  | Žiga Jelar             | 553,6  |
| 37.  | Niko Kytösaho          | 550,6  |
| 38.  | Piotr Żyła             | 544,6  |
| 39.  | Manuel Fettner         | 511,3  |
| 40.  | Aleksander Zniszczoł   | 500,6  |
| 41.  | Keiichi Satō           | 474,5  |
| 42.  | Felix Hoffmann         | 467,6  |
| 43.  | Fatih Arda İpcioğlu    | 466,4  |
| 44.  | Roman Koudelka         | 449,1  |
| 45.  | Alex Insam             | 349,3  |
| 46.  | Adrian Tittel          | 342,1  |
| 47.  | Clemens Aigner         | 335,3  |
| 48.  | Jewhen Marussjak       | 244,6  |
| 49.  | Felix Trunz            | 240,5  |
| 50.  | Tomofumi Naitō         | 236,4  |
| 51.  | Antti Aalto            | 230,3  |
| 52.  | Stephan Leyhe          | 230,0  |
| 53.  | Ilja Misernych         | 216,5  |
| 54.  | Casey Larson           | 206,6  |
| 55.  | Jonas Schuster         | 205,8  |
| 56.  | Andrew Urlaub          | 158,9  |
| 57.  | Markus Eisenbichler    | 119,5  |
| 58.  | Constantin Schmid      | 118,5  |
| 59.  | Hannes Landerer        | 117,7  |
| 60.  | Luca Roth              | 114,0  |
| 61.  | Kasperi Valto          | 110,6  |
| 62.  | Witalij Kalinitschenko | 107,0  |

### Gesamtweltcupstand nach der Vierschanzentournee
| Rang | Name                      | Punkte |
| ---- | ------------------------- | ------ |
| 01.  | Daniel Tschofenig         | 956    |
| 02.  | Jan Hörl                  | 916    |
| 03.  | Pius Paschke              | 848    |
| 04.  | Stefan Kraft              | 759    |
| 05.  | Gregor Deschwanden        | 658    |
| 06.  | Andreas Wellinger         | 468    |
| 07.  | Kristoffer Eriksen Sundal | 448    |
| 08.  | Maximilian Ortner         | 405    |
| 09.  | Michael Hayböck           | 374    |
| 10.  | Johann André Forfang      | 357    |